# 火星年代記
『火星年代記』（かせいねんだいき、英: The Martian Chronicles）は、レイ・ブラッドベリにより書かれたSF小説。単行本としては1950年に出版された。日本語版は早川書房から出版されている。

## 解説
26の独立した短編を連ねて一つの長編とした作品である。1940年代に『ウィアード・テイルズ』、『スリリング・ワンダー・ストーリーズ』など数誌に発表された短編群に、書き下ろし作品を加えて成立した。年代記の題名にたがわず、個々の短編には1999年1月から2026年10月までの年月が付されてその順の構成になっている。
地球人の火星への探検、それを受け入れない火星人との対立。突然の火星人絶滅、地球からの火星への植民、地球における全面核戦争と引き揚げ、そして火星に残った人々の人間模様といった、さまざまなエピソードが語られる。火星という舞台と各種SF的小道具を駆使しながらも内容は文明批評、特に当時のアメリカ合衆国を風刺した作品である。
また、1997年には改訂版が発表された。ブラッドベリはこの改訂版のために前書きを新たに書き下ろし、幾つかのエピソードを入れ替え、年代設定を変更している。

## ストーリー
アメリカ合衆国は、火星探検隊をのせた宇宙船を打ち上げる。しかし第一次から第三次までの探検隊は、いずれも火星人の攻撃によって絶滅してしまう。
武装を整えて火星に乗り込んだ第四次探検隊は、廃墟と化した都市を発見する。先行した探検隊の持ち込んだ伝染病によって、火星人はほぼ絶滅してしまっていた。
やがて地球から火星への植民が本格化し、大勢の人々が移住してくる。彼らのほとんどは火星人や古代文明には関心を持たず、地球の価値観をそのまま火星に持込み、地球人の街を作っていく。
その後、地球で核戦争が勃発。ごく一部の例外を残して、人々は地球に戻ってしまう。核戦争は長期化し、地球上の街は壊滅していく。
長い時が経ち、地球から何とか脱出して火星にたどり着いた家族が、新たな「火星人」として生活を始める。

## 各編の題名（1950年版）
日本語訳は1から16までを小笠原豊樹、17から20までを木島始、21から26までを森優がそれぞれ担当した。
1. 1999年1月 - ロケットの夏 (Rocket Summer)
2. 1999年2月 - イラ (Ylla)
3. 1999年8月 - 夏の夜 (The Summer Night)
4. 1999年8月 - 地球の人々 (The Earth Men)
5. 2000年3月 - 納税者 (The Taxpayer)
6. 2000年4月 - 第三探検隊 (The Third Expedition)
7. 2001年6月 - 月は今でも明るいが (—And the Moon Be Still as Bright)
8. 2001年8月 - 移住者たち (The Settlers)
9. 2001年12月 - 緑の朝 (The Green Morning)
10. 2002年2月 - いなご (The Locusts)
11. 2002年8月 - 夜の邂逅 (Night Meeting)
12. 2002年10月 - 岸 (The Shore)
13. 2003年2月 - とかくするうちに (Interim)
14. 2003年4月 - 音楽家たち (The Musicians)
15. 2003年6月 - 空のあなたの道へ (Way in the Middle of the Air)
16. 2004-05年 - 名前をつける (The Naming of Names)
17. 2005年4月 - 第二のアッシャー邸 (Usher II)
18. 2005年8月 - 年老いた人たち (The Old Ones)
19. 2005年9月 - 火星の人 (The Martian)
20. 2005年11月 - 鞄店 (The Luggage Store)
21. 2005年11月 - オフ・シーズン (The Off Season)
22. 2005年11月 - 地球を見守る人たち (The Watchers)
23. 2005年12月 - 沈黙の町 (The Silent Towns)
24. 2026年4月 - 長の年月 (The Long Years)
25. 2026年8月 - 優しく雨ぞ降りしきる (There Will Come Soft Rains)
26. 2026年10月 - 百万年ピクニック (The Million-Year Picnic)

## 改訂版
改訂版では、「ロケットの夏」の年代が「2030年1月」に変更されたことをはじめ、各エピソードの年代がすべて旧版より31年繰り下げられた。また、「空のあなたの道へ」が削除されたうえ、『刺青の男』収録の「火の玉 (The Fire Balloons)」が「2033年11月 - 火の玉」として、『太陽の黄金の林檎』収録の「荒野 (The Wilderness)」が「2034年5月 - 荒野」として、それぞれ挿入された。

## 日本語版
- 火星人記録 （レイ・ブラッドベリ 斎藤静江訳 元々社・最新科学小説全集 1956年）
- 火星年代記 （小笠原豊樹訳（木島始訳、森優訳も含む。以降の版も同様） 早川書房 ハヤカワ・SF・シリーズ3047、1963年4月）
- 火星年代記 （小笠原豊樹訳 早川書房 世界SF全集13、1970年5月）
- 火星年代記 （小笠原豊樹訳 早川書房 ハヤカワ文庫NV114、1976年3月）ISBN 4-15-040114-4
- レイ・ブラッドベリ 著、小笠原豊樹 訳『火星年代記』（新）ハヤカワ文庫、2010（前記1997年刊の改訂版）。ISBN 9784150117641。

## テレビ・ミニシリーズ
1979年にNBCとBBCによりテレビ・ミニシリーズ化された（原題：en:The Martian Chronicles (miniseries)）。
脚本はSF作家でもあるリチャード・マシスン、監督はマイケル・アンダーソン。主演はロック・ハドソン。
上記の短編「火の玉」も含めて映像化されている。1980年には合計4時間以上の本編を3つのエピソードに分けてオンエアされ、日本でもTBS系列でスペシャルドラマとして放映された（邦題「火星年代記・そして地球は死んだ」）。

### スタッフ
- 監督：マイケル・アンダーソン
- 脚本：リチャード・マシスン
- 製作：アンドリュー・ドナリー、ミルトン・サボツキー
- 製作総指揮：チャールズ・フライズ、ディック・バーグ
- 撮影：テッド・ムーア
- 音楽：スタンリー・マイヤーズ

### キャスト
※括弧内は日本語吹き替え。（1981年11月23日に大阪・毎日放送、1983年1月8日にTBSで放送。2018年9月26日発売のDVDに収録。）
- ジョン・ワイルダー大佐：ロック・ハドソン（井上孝雄）
- パークヒル：ダーレン・マクギャヴィン（飯塚昭三）
- ジュヌビエーブ・セルサー：バーナデット・ピーターズ（白石冬美）
- ジェフ・スペンダー：バーニー・ケイシー（田中信夫）
- ストーン神父：ロディ・マクドウォール（千田光男）
- ペレグリン神父：フリッツ・ウィーヴァー（宮田光）
- ハサウェイ：バリー・モース（北川米彦）
- デビッド：マイケル・アンダーソン・ジュニア（安原義人）
- ルス・ワイルダー：ゲイル・ハニカット（朝井良江）
- ベン：クリストファー・コネリー（伊武雅刀）
- アナ：マリア・シェル（鈴木れい子）
- エルマ：ジョイス・ヴァン・パタン（加川紘子）
- 日本語版ナレーター（大木民夫）